# Singles Collection
Singles Collection – album zespołu Exodus wydany w 1992 roku nakładem wytwórni Izabelin Studio.
Jest to kompilacja nagrań singlowych grupy. Album wydano ponownie w boxie Metal Mind Productions The Most Beautiful Dream. Anthology 1977-85 (2006) oraz jako osobny digipack (2007).

## Lista utworów
1. „Uspokojenie wieczorne” – 4:31
2. „To, co pamiętam” – 4:41
3. „Niedokończony sen” – 4:20
4. „Dotyk szczęścia” – 5:25
5. „Ostatni teatrzyk objazdowy” – 9:31
6. „Spróbuj wznieść się wyżej” – 5:15
7. „Jest taki dom” – 5:13
8. „Jestem automatem” – 4:59
9. „Najdłuższy lot” – 5:49
10. „Kosmiczny ojcze” – 4:35
11. „Ta frajda” – 4:08